# Dario Šarić
Dario Šarić (Šibenik, 8. travnja 1994.) hrvatski je profesionalni košarkaš. Može igrati na pozicijama   od 1 do 4, a trenutačno je član Sacramento Kings.

### Klupska karijera
Šarić je igrao za Omladinski košarkaški klub "Dražen Petrović" iz Šibenika. U svibnju 2006. s njima je osvojio Otvoreno prvenstvo Hrvatske za dječake do 12 godine, a on je proglašen najboljim igračem prvenstva. S 15 godina narastao je do 202 cm, te mu je visina omogućila da može igrati na četiri položaja. 
U svibnju 2009. na kadetskom prvenstvu Dalmacije za dječake rođene 1994. godine i mlađe, Šibenik je osvojio prvo mjesto. Šarić je bio najbolji igrač i strijelac turnira s 87 postignutih koševa.
Svojim igrama privukao je pažnju mnogih europskih klubova, a najuporniji su bili iz Tau Ceramice, čiji su skauti već četiri godine pomno pratili njegov razvoj. Tijekom ljeta 2009. privukao je medijsku pažnju zbog navodnih bogatih ponuda španjolskih klubova. Spominjalo se čak 3 milijuna eura odštete. Tau Ceramica je tražila ugovor na 10 godina što je obitelj Šarić odbila jer su oni tražili ugovor na najviše 8 godina. Uz to Baski su predlagali takav ugovor po kojem Dario može otići samo u SAD, a ne i u Europu. 
Tako  su u obzir došle neke druge mogućnosti iz Hrvatske, Cibona ili Zagreb. Zagreb CO je poslao svoju ponudu, koja je na kraju i prihvaćena, a potpisu ugovora presudila je činjenica da u Zagrebu znaju raditi s mladima. No u sezoni 2011./2012. u Zagrebu mladi je košarkaš imao malenu minutažu.
Šarić je 27. travnja 2014. s Cibonom osvojio ABA ligu.
Dana 24. lipnja 2014. Dario je potpisao 2+1 ugovor s turskom momčadi Anadolu Efes. Cibona je također primila 1,2 milijuna američkih dolara na ime otkupa od Anadolu Efesa. Potpisao je ugovor dan prije NBA drafta 2014. Na NBA Draftu Orlando Magic je izabrao Šarića kao 12. u ukupnom poretku, da bi ga istu večer mijenjali u Philadelphiu za Elfrida Paytona.
Dana 17. srpnja 2016. Dario je potpisao ugovor s Philadelphiom.
| Sezona      | Ekipa        | Natjecanje | Minute | Koševi | % za 2 | % za 3 | % za 1 | Skokovi | Asistencije | Ukradene lopte | Izgubljene lopte | Blokade |
| ----------- | ------------ | ---------- | ------ | ------ | ------ | ------ | ------ | ------- | ----------- | -------------- | ---------------- | ------- |
| 2015./2016. | Anadolu Efes | Euroliga   | 22:26  | 11,7   | 55,2   | 40,3   | 93,9   | 5,8     | 1,5         | 0,5            | 1,5              | 0,5     |
| 2014./2015. | Anadolu Efes | Euroliga   | 24,23  | 9,9    | 48,6   | 30,6   | 70,7   | 6,4     | 2,3         | 0,7            | 1,9              | 0,4     |

### Reprezentativna karijera
Dana 15. kolovoza 2010. osvojio je Europsko kadetsko prvenstvo te je imenovan najkorisnijim igračem natjecanja s prosjekom od 24,3 poena, 11,5 skokova i 5,8 asistencija po utakmici. U finalu, protiv reprezentacije Litve, Šarić je ostvario trostruki dvoznamenkasti učinak („triple double“): 30 poena, 11 skokova, 11 asistencija.
Predvođeni fantastičnim Dariom Šarićem, 2012., najdominantnijim 18-godišnjakom u ovom sportu trenutačno, hrvatski juniori 19. kolovoza 2012. pobijedili su Litvu u njezinoj dvorani i osvojili naslov prvaka Europe.
Dario Šarić očekivano je izabran za najkorisnijeg igrača Europskog prvenstva i kao jedan, ali vrijedan hrvatski predstavnik ušao u najbolju petorku Europskog prvenstva. U finalu su mu asistirali Tomislav Gabrić s 14 poena, Mislav Brzoja s 10 poena, sedam skokova i pet asistencija, Jakov Mustapić s 11 poena i pet asistencija i Dominik Mavra s 10 ubačaja.
Za seniorsku reprezentaciju debitirao je 24. kolovoza 2012. u utakmici protiv Mađarske (89:65) u sklopu kvalifikacija za EP 2013. Prve poene ubilježio je tri dana kasnije u utakmici protiv Austrije (82:75).

## Osobni život
Sin je bivšeg košarkaša Predraga Šarića koji je bio jedan od najboljih strijelaca Šibenke, te bivše košarkašice šibenskog Elemesa Veselinke Šarić. Darijeva sestra Dana također je košarkašica i aktualna hrvatska reprezentativka u uzrastu do 16 godina.

## Priznanja

### Klupska priznanja
Juniorska klupska priznanja
- Città di Roma Tournament (2010., 2011.)
- Nike International Junior Tournament (2011.)

Seniorska klupska priznanja
- Hrvatska liga (2013.)
- Hrvatski kup (2013.)
- Jadranska liga (2014.)

### Reprezentativna priznanja
Juniorska reprezentativna priznanja
- Europsko prvenstvo za igrače do 16 godina: zlatna medalja (2010.)
- Europsko prvenstvo za igrače do 18 godina: zlatna medalja (2012.)

### Osobna priznanja
- Turnir Albert Schweitzer: "Burkhard Wildermuth" nagrada (2010.)
- Europsko prvenstvo za igrače do 16 godina: MVP (2010.)
- Città di Roma Tournament: MVP (2010., 2011.)
- Nike International Junior Tournament: MVP (2011.)
- Europsko prvenstvo za igrače do 18 godina: MVP (2012.)
- Svjetsko prvenstvo za igrače do 19 godina: Ekipa turnira
- Hrvatska liga: MVP finala (2013.)
- FIBA Europe Young Men's Player of the Year Award (2013.)
- Jadranska liga: MVP sezone, MVP finala (2014.)

## Vanjske poveznice
- Profil  Arhivirana inačica izvorne stranice od 16. rujna 2018. (Wayback Machine) na draftExpress.com